# Novi Grad (Sarajevo)
Novi Grad (v srbské cyrilici Нови Град) je název pro općinu na západním okraji hlavního města Bosny a Hercegoviny, Sarajeva. Zahrnuje prostor západně od Nového Sarajeva až po města Ilidža а Vogošća. Její součástí je řada menších částí metropole, jako např. Dobrinja, Alipašino polje, Čengić vila (jižní část), Alipšin most, Nedžarići a dále oblasti se zástavbou tvořenou rodinnými domy na severozápadním okraji města. Nachází se zde rovněž i nákladové nádraží Rajlovac a dálniční křižovatka s dálnicí A1.
Zástavba, kterou tvoří převážně panelové domy, byla z 92 % zasažena během války v Bosně a Hercegovině. Po skončení konfliktu došlo k rekonstrukci celé čtvrti. V současné době zde žije 124 471 lidí.